# 1985-ös Formula–1 ausztrál nagydíj
Az ausztrál nagydíj volt az 1985-ös Formula–1 világbajnokság szezonzáró futama.

## Futam
| Helyezés | #  | Versenyző          | Csapat/Motor           | Körök | Idő/Kiesés oka  | Rajthely | Pontszám |
| -------- | -- | ------------------ | ---------------------- | ----- | --------------- | -------- | -------- |
| 1        | 6  | Keke Rosberg       | Williams-Honda         | 82    | 2:00'40,473     | 3        | 9        |
| 2        | 26 | Jacques Laffite    | Ligier-Renault         | 82    | + 43,130        | 20       | 6        |
| 3        | 25 | Philippe Streiff   | Ligier-Renault         | 82    | + 1'28,536      | 18       | 4        |
| 4        | 4  | Ivan Capelli       | Tyrrell-Renault        | 81    | + 1 kör         | 22       | 3        |
| 5        | 28 | Stefan Johansson   | Ferrari                | 81    | + 1 kör         | 15       | 2        |
| 6        | 17 | Gerhard Berger     | Arrows-BMW             | 81    | + 1 kör         | 7        | 1        |
| 7        | 24 | Huub Rothengatter  | Osella-Alfa Romeo      | 78    | + 4 kör         | 25       |          |
| 8        | 29 | Pierluigi Martini  | Minardi-Motori Moderni | 78    | + 4 kör         | 23       |          |
| Kiesett  | 12 | Ayrton Senna       | Lotus-Renault          | 62    | Motorhiba       | 1        |          |
| Kiesett  | 27 | Michele Alboreto   | Ferrari                | 61    | Erőátvitel      | 5        |          |
| Kiesett  | 1  | Niki Lauda         | McLaren-TAG            | 57    | Baleset         | 16       |          |
| Kiesett  | 16 | Derek Warwick      | Renault                | 57    | Erőátvitel      | 12       |          |
| Kiesett  | 3  | Martin Brundle     | Tyrrell-Renault        | 49    | Nincs eredménye | 17       |          |
| Kiesett  | 8  | Marc Surer         | Brabham-BMW            | 42    | Motorhiba       | 6        |          |
| Kiesett  | 22 | Riccardo Patrese   | Alfa Romeo             | 42    | Kipufogó        | 14       |          |
| Kiesett  | 19 | Teo Fabi           | Toleman-Hart           | 40    | Motorhiba       | 24       |          |
| Kiesett  | 18 | Thierry Boutsen    | Arrows-BMW             | 37    | Olajszivárgás   | 11       |          |
| Kiesett  | 20 | Piercarlo Ghinzani | Toleman-Hart           | 28    | Kuplung         | 21       |          |
| Kiesett  | 2  | Alain Prost        | McLaren-TAG            | 26    | Motorhiba       | 4        |          |
| Kiesett  | 15 | Patrick Tambay     | Renault                | 20    | Erőátvitel      | 8        |          |
| Kiesett  | 33 | Alan Jones         | Lola-Hart              | 20    | Elektronika     | 19       |          |
| Kizárva  | 11 | Elio de Angelis    | Lotus-Renault          | 18    | Kizárva         | 10       |          |
| Kiesett  | 7  | Nelson Piquet      | Brabham-BMW            | 14    | Tűz             | 9        |          |
| Kiesett  | 23 | Eddie Cheever      | Alfa Romeo             | 5     | Motorhiba       | 13       |          |
| Kiesett  | 5  | Nigel Mansell      | Williams-Honda         | 1     | Erőátvitel      | 2        |          |

## A világbajnokság végeredménye
| H   | Versenyzők       | Pont    | H   | Konstruktőrök   | Pont |
| --- | ---------------- | ------- | --- | --------------- | ---- |
| 1.  | Alain Prost      | 73 (76) | 1.  | McLaren-TAG     | 90   |
| 2.  | Michele Alboreto | 53      | 2.  | Ferrari         | 82   |
| 3.  | Keke Rosberg     | 40      | 3.  | Williams-Honda  | 71   |
| 4.  | Ayrton Senna     | 38      | 4.  | Lotus-Renault   | 71   |
| 5.  | Elio de Angelis  | 33      | 5.  | Brabham-BMW     | 26   |
| 6.  | Nigel Mansell    | 31      | 6.  | Ligier-Renault  | 23   |
| 7.  | Stefan Johansson | 26      | 7.  | Renault         | 16   |
| 8.  | Nelson Piquet    | 21      | 8.  | Arrows-BMW      | 14   |
| 9.  | Jacques Laffite  | 16      | 9.  | Tyrrell-Ford    | 4    |
| 10. | Niki Lauda       | 14      | 10. | Tyrrell-Renault | 3    |

A teljes lista)

## Statisztikák
Keke Rosberg 5. győzelme, 3. leggyorsabb köre, Ayrton Senna 7. pole-pozíciója.
- Williams 22. győzelme

Niki Lauda 172. és egyben utolsó versenye
- Alan Jones 100. versenye